# Kategoria Superiore Femra
La Kategoria Superiore Femra, indicata anche Abissnet Superiore Femra per motivi di sponsorizzazione, è il livello di vertice del campionato albanese femminile di calcio, organizzato dalla Federcalcio albanese a partire dal 2009 e originariamente indicato come Kampionati Kombëtar i Futbollit Femra.
Per la stagione 2016-2017 il Kampionati è stato il quarantaduesimo campionato di calcio femminile in Europa secondo il ranking stilato dalla UEFA.

## Storia
Un torneo per la promozione del calcio femminile nel paese fu disputato a Saranda nel 2007 e due anni più tardi la federazione organizzò il primo campionato, giocato ad eliminazione diretta con otto squadre partecipanti.
Dal 2010 si tiene annualmente nel periodo autunno-primavera con la formula del girone all'italiana. Le squadre partecipanti erano inizialmente 8, ma nella stagione 2013-2014 le squadre partecipanti aumentarono a 10, per poi passare a 12 nella stagione 2014-2015. Il campionato è tornato a 10 squadre nella stagione 2015-2016.
Il Tirana AS ha vinto la prima edizione nella stagione 2009, disputatasi come fase ad eliminazione diretta. Le tre stagioni successive sono state vinte dall'Ada Velipojë, società che è stata sciolta nel 2013 e la maggior parte dell'organico è passato al Vllaznia, che ha vinto il campionato nelle otto edizioni successive.

## Formato
La formula del campionato è un girone all'italiana di 10 squadre con 9 gare di andata e 9 di ritorno per un totale di 18 giornate, con apertura a settembre e conclusione ad aprile. Il sistema di assegnazione del punteggio prevede 3 punti per la squadra vincitrice dell'incontro, 1 punto a testa in caso di pareggio e nessun punto per la squadra sconfitta. La prima classificata vince il campionato, è campione di Albania e accede alla UEFA Women's Champions League della stagione successiva. Non sono previste retrocessioni.

## Le squadre

### Organico
Alla stagione 2024-2025 partecipano le seguenti dieci squadre:
- Apolonia
- Egnatia
- Gramshi
- Kinostudio
- Laçi
- Lushnja
- Partizani
- Teuta
- Tirana
- Vllaznia

## Albo d'oro
- 2009:  Tirana AS
- 2010-2011:  Ada Velipojë
- 2011-2012:  Ada Velipojë
- 2012-2013:  Ada Velipojë
- 2013-2014:  Vllaznia
- 2014-2015:  Vllaznia
- 2015-2016:  Vllaznia
- 2016-2017:  Vllaznia
- 2017-2018:  Vllaznia
- 2018-2019:  Vllaznia
- 2019-2020:  Vllaznia
- 2020-2021:  Vllaznia
- 2021-2022:  Vllaznia
- 2022-2023:  Vllaznia
- 2023-2024:  Vllaznia
- 2024-2025:  Vllaznia

## Statistiche

### Titoli per squadra
| Squadra      | Titoli | Anni |
| ------------ | ------ | --- |
| Vllaznia     | 11     | 2013-2014, 2014-2015, 2015-2016, 2016-2017, 2017-2018, 2018-2019, 2019-2020, 2020-2021, 2021-2022, 2022-2023, 2023-2024, 2024-2025 |
| Ada Velipojë | 3      | 2010-2011, 2011-2012, 2012-2013 |
| Tirana AS    | 1      | 2009 |